# Rasmus Esmann Ginnerup
Rasmus Esmann Ginnerup (Sundby, Morsø, Jutlàndia Septentrional, 4 d'agost de 1994) és un ciclista danès professional des del 2016.

## Palmarès
- 2017
  - 1r al Horizon Park Race Maidan